# Геоглифы Эвенкийского района
Геоглифы Эвенкийского района — две группы таёжных геоглифов, первая из которых находится вблизи рек Сурутконки и Левый Лепчин, вторая — вблизи реки Подкаменная Тунгуска в районе поселка Таимба.
Получили широкую известность после публикаций на множестве конспирологических ресурсов, охарактеризовавших геоглифы как древние по происхождению символы «допотопных» цивилизаций. Геоглифы можно увидеть лишь с большой высоты, а полностью рассмотреть можно только на снимках из космоса. Рисунки звезд, в отличие от геоглифов пустыни Наска, практически однотипные и идут в четком порядке, их линии проходят через лесополосы и по поймам ручьев. Общая протяжённость первой группы рисунков, расположенных в 190 км от посёлка Ванавара, — более ста километров. Каждый рисунок в диаметре достигает 1-1,5 км. Общая площадь системы рисунков – 33 на 26 км, что делает их одними из самых больших в мире (см. Геоглифы Наски, геоглифы Калахари см.:). Вторая группа геоглифов находится в районе посёлка Таимба где ведёт разведку компания «Газпром геологоразведка».
Геоглифы Эвенкийского района (севернее по карте) это звёзды двух типов - одни с замкнутыми линиями а вторые похожие на снежинку с закруглёнными в виде петель концами. В количестве 87 эти объекты появились с 2010-х годов в результате вырубки леса для трехмерной сейсморазведки, которая применяется при поисках нефтяных месторождений. При этих изысканиях используется акустическая локация и съемка полостей земли идет именно по такому сложному маршруту, движение проходит по замкнутым траекториям во всех направлениях.
Тунгусский бассейн является перспективным для нефтегазодобычи, потенциал местных месторождений оценивается в 10 млрд. т. нефти и 11-12 трлн. кубометров газа, и геологоразведка здесь активно проводится.

Вячеслав Нескоромных, - заведующий кафедрой «Технология и техника разведки месторождений полезных ископаемых» Сибирского федерального университета  разъяснил:

«В тундре почва восстанавливается очень медленно, там без надобности не разрешают ходить тяжелой технике. Видимо, нефтеразведчикам сказали о том, что они излишне топчут тундру, поэтому обратно техника стала возвращаться по тому же пути, а петля — это разворот техники».